# Reichtumsforschung
Die Reichtumsforschung befasst sich mit Fragen der Verteilung, Entstehung und Verwendung von Reichtum.

## Forschungsrichtung
In den vergangenen Jahren hat sich eine Forschungsrichtung etabliert, die sich u. a. intensiver mit dem Zusammenhang von Reichtum und Philanthropie befasst. In diesen Arbeiten geht es darum, warum, mit welcher Zielrichtung und in welchem Maße sich Reiche in Deutschland philanthropisch engagieren, also spenden, Stiftungen gründen usw. Schließlich gibt es Arbeiten, in denen der Lebensstil, das Milieu und die mediale Darstellung der Reichen beschrieben werden. So sind Schwerpunkte der 2013 bzw. 2018 erschienenen Dissertationen von Dorothee Spannagel bzw. Daniel Brenner empirische Analysen zu den Lebenslagen, Lebensstilen und Milieus der Reichen sowie zu ihrer Darstellung in ausgewählten Leitprintmedien.
Thomas Druyen hat die „Vermögensforschung“ in folgende Untergebiete unterteilt:
A. Reichtum / Vermögen (Sozialstrukturforschung, materiell)
- Verteilung
- Genese
- Verwendung

B. Vermögen (Kulturforschung im/materiell)
- Familiale und unternehmerische Netzwerke
- Gesellschaftliches Engagement
- Einstellung und Lebensstile

C. Vermögenspsychologie / Vermögensethik (individuell)
- Mentale Typen
- Persönlichkeitsmerkmale
- Empathie und Moral

Im Rahmen des von Wolfgang Lauterbach initiierten Forschungsprojektes an der Universität Potsdam „Vermögen in Deutschland“ entstanden mehrere wissenschaftliche Studien. Es wurden 472 Interviews durchgeführt mit Personen, deren Nettovermögen im Durchschnitt 2,3 Mio. Euro betrug, im Median 1,4 Mio. Euro.  Mit diesem Forschungsprojekt wurden „erstmals im Rahmen einer primärstatistischen Erhebung, die bezüglich der Fallzahlen und der Erhebungsinhalte deutlich über einzelfallbezogene Untersuchungen hinausgeht, Personen und Haushalte mit hohen Vermögen mit einem standardisierten Erhebungsinstrument und einem deutlichen Fokus auf Fragen zur Art und Höhe der Finanzanlagen befragt“.
Die Frage nach dem gesellschaftlichen Nutzen der Reichen wird kontrovers diskutiert. „Warum unsere Gesellschaft die Reichen braucht“, wird kritisch thematisiert von Rainer Zitelmann, der vor allem die Bedeutung des Unternehmertums für die Gesellschaft unterstreicht. Eine erweiterte Perspektive nimmt Daniel Brenner ein, der zwischen einer „manifesten“ und „latenten“ Bedeutung unterscheidet und feststellt, dass Reiche stets Spiegel gesellschaftlicher Wertvorstellungen und potenzielle Pioniere gesellschaftlichen Wandels zugleich sind.